# Список умерших в 611 году

## Август
- 8 августа — Ах-Неоль-Мат, правитель Баакульского царства со столицей в Лакам-Ха (Паленке) (605—611).

## Дата смерти неизвестна или требует уточнения
- Арноальд, 25-й епископ Меца (601/603—611), католический святой.
- Дезидерий Вьеннский, архиепископ Вьена.
- Ицамнах-Балам II, правитель Пачанского царства со столицей в Яшчилане.
- Кеолвульф, король Уэссекса (597—611).
- Смарагд, византийский государственный и церковный деятель, экзарх Равенны (585—589 и 603—611).
- Укай-Кан, правитель Канульского царства со столицей в Цибанче.
- Хильдоара, королева вестготов (с 610) по браку с Гундемаром.